# Лавров, Владимир Николаевич
Влади́мир Никола́евич Лавро́в (1869—?) — российский военный деятель, один из организаторов военной контрразведки Российской империи.

## Биография
Родился в Санкт-Петербурге в небогатой дворянской семье. 
В 1890 году окончил 2-е Константиновское военное училище и в чине хорунжего был направлен во 2-й конный полк Забайкальского казачьего войска, где дослужился до казачьего сотника. 
В 1897 году окончил курсы при Отдельном корпусе жандармов, после чего служил в Тифлисском губернском жандармском управлении (ГЖУ), занимаясь организацией оперативно-розыскной работы. 
В начале 1901 года Лавров был утверждён в должности помощника начальника ГЖУ в Тифлисском, Телавском и Сигнахском уездах. 
С августа 1902 по конец мая 1903 года Лавров был начальником русской секретной полиции в Грузии. 4 июня 1903 года приказом № 63 по Отдельному корпусу жандармов переведён в распоряжение начальника Главного штаба русской армии.
С 1903 по 1910 годы Владимир Лавров в чине полковника возглавлял разведочное (контрразведовательное) отделение Главного управления Генерального штаба (ГУГШ). Под его руководством отделение добилось значительных результатов в борьбе с военным шпионажем против Российской империи. Венцом работы Лаврова на посту начальника разведочного отделения стало разоблачение шпионской деятельности агента австро-венгерской разведки барона Унгерн-Штернберга. В августе 1910 года В. Н. Лавров, представленный за отличия в службе к государственной награде, сдал дела своему преемнику, подполковнику Отдельного корпуса жандармов В. А. Ерандакову.
В 1911 году Лавров, выйдя в отставку в чине генерал-майора, поселился во Франции, где руководил первой организацией агентурной разведки в Западной Европе — так называемой «организацией № 30», действовавшей против Германии. Лавров значился в ней под псевдонимом «Иванов» и проживал во Франции как частное лицо. Связь с ГУГШ Лавров поддерживал через российских военных агентов во Франции — сначала Г. И. Ностица, а затем А. А. Игнатьева. Непосредственным начальником Лаврова был Н. А. Монкевиц. Последние сведения о В. Н. Лаврове относятся к 1917 году, дальнейшая судьба неизвестна.